# Receptor de histamina H3
Os receptores de  histamina H3 são expressos no sistema nervoso central e, de forma menos significativa, no sistema nervoso periférico, onde eles agem como [[autorreceptor]es] pré-sinápticos em neurônios histaminérgicos, controlando assim a ciclagem de histamina através de inibição por retroalimentação negativa da síntese e liberação da histamina. O receptor H3 também é capaz de inibir a liberação de outros  neurotransmissores (agindo como um heterorreceptor inibitório) incluindo dopamina, GABA, acetilcolina, noradrenalina, histamina e serotonina.
A sequência gênica dos receptores H3 possui apenas 22% e 20% de homologia com os receptores H1 e H2 respectivamente.

## Função
Como todos os receptores de histamina conhecidos, o receptor H3 é um receptor acoplado à proteína G. O receptor  H3 acoplado a uma proteína G do tipo Gi , levando a inibição da formação de cAMP. Além disso, as subunidades β e γ interagem  com canais de cálcio dependentes de voltagem  do tipo N, reduzindo o influxo de cálcio decorrente de potenciais de ação e, consequentemente, a liberação de neurotransmissores. Os receptores H3 agem como autorreceptores  pré-sinápticos em neurônios que contêm histamina, mas também são hetero-receptores, ou seja, estão presentes em neurônios que produzem outros neurotransmissores, como GABA, glutamato, dopamina, serotonina, norepinefrina, acetilcolina e outros. Também já foi relatada a presença do receptor H3 em áreas específicas do cérebro, como o estriado.
Devido à localização e função neuronal, os receptores H3 são relacionados à diversas funções no cérebro, tais como formação e consolidação da memória e aprendizado, controle do sono e da fome, controle motor e diversas outras ações.

### Distribuição tecidual
- Sistema nervoso central
- Sistema nervoso periférico
- Coração
- Pulmão
- Trato gastrointestinal
- Células endoteliais

## Isomerismo
Há pelo menos 6 isoformas do receptor H3 em humanos e mais de 20 descobertas até hoje. Em ratos, foram encontrados 6 subtipos, enquanto em camundongo, mais 3. Esses subtipos possuem pequenas diferenças farmacológicas e de distribuição, mas o papel fisiológico de cada ainda é obscuro.

## Farmacologia

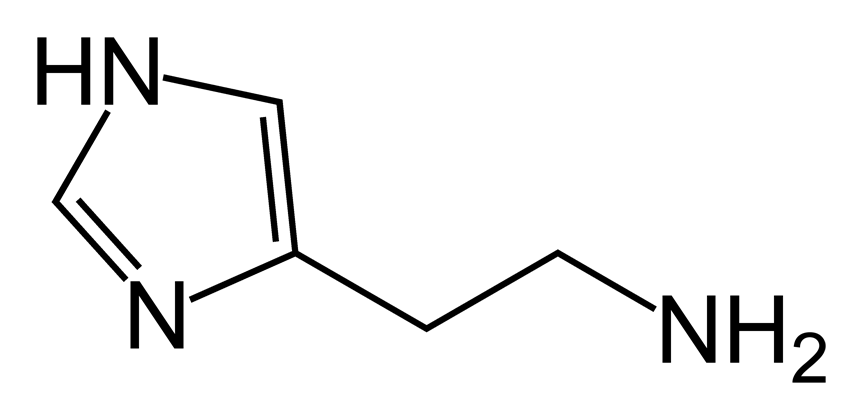
Histamina

### Agonistas
Apesar de não haver produtos terapêuticos agindo como inibidores seletivos de H3, alguns compostos utilizados para pesquisa possuem uma boa seletividade. Alguns agonistas são:
- α-metil-histamina
- Cipralisant (possui seletividade funcional, ativando algumas vias acopladas a proteína G, mas não outras
- [6]
- Imbutamina (também agonista de H4)
- Proxyfan (seletividade funcional complexa)

### Antagonistas
Os antagonistas incluem:
- A-349,821[8]
- ABT-239
- Betaistina (também agonista H1 fraco)
- Burimamida (também antagonista H2 fraco)
- Ciproxifan
- Clobenpropit (também antagonista H4)
- Impentamina
- Iodofenpropit
- Tioperamida (também agonista H4 )
- Pitolisanto

## Potencial terapêutico
Esse receptor é um possível alvo terapêuticos para diversas aplicações, entre elas alterações do ciclo sono-vigília, da fome, esquizofrenia, epilepsia, TDAH e nas doenças de Parkinson e Alzheimer.
Em 2016, um antagonista/agonista inverso desse receptor conhecido como pitolisanto (Wakix) foi aprovado na Europa e Estados Unidos para o tratamento da narcolepsia com ou sem cataplexia. Também têm sido utilizado com sucesso no tratamento de jovens portadores da síndrome de Prader-Willi, uma desordem que leva a alterações comportamentais, induz um comportamento hiperfágico e hipersonia.
Devido à sua habilidade de modular outros neurotransmissores, os ligantes de receptor H3 vem sendo estudados para tratamendo de diversas condições, incluindo obesidade (devido à interação dos sistema histamina/hipocretina, transtornos do movimento (devido à modulação pelo receptor H3 de dopamina e GABA nos núcleos da base), esquizofrenia e transtorno do déficit de atenção e hiperatividade (TDAH). Além disso, há pesquisas em curso para determinar a utilidade de ligantes de H3 na modulação da vigília (devido aos efeitos em noradrenalina, glutamato e histamina).

## História
- 1983 - Identificação farmacológica do receptor H3.[12]
- 1988 - Descoberta mediação de liberação de serotonina por receptores H3 .[13]
- 1997 - Demonstrado que receptores H3 podem modular noradrenalina isquêmica em animais.[14]
- 1999 - Clonagem do receptor H3 [15]
- 2000 - Receptores H3  são chamados de "nova fronteira na isquemia do miocárdio"[16]
- 2002  =Produção de camundongos H3(-/-) [17]